# 前肢少陰心経
前肢少陰心経（ぜんししょういんしんけい）とは心経に属する前肢を流れる陰経の経絡である。人間でいうところの手の少陰心経に相当する。

## 前肢少陰心経に所属する経穴の一覧

### 夾気（きょうき）
取穴部位：腋下の正中
主治：心痛、肘痛

### 神門（しんもん）
取穴部位：手首後方尺側の窪み
主治：手首痛、リウマチ、痴呆、行動異常

### 少衝（しょうしょう）
取穴部位：第5爪内側
主治：熱性病、昏睡